# Театр "Чікаго"
Чиказький театр, спочатку відомий як Чиказький театр Балабана і Каца, — це визначний театр, розташований на півночі Стейт-стріт в районі Луп у Чикаго, штат Іллінойс, США. Побудований у 1921 році, Чиказький театр був флагманом групи театрів Balaban and Katz (B&K), якими керували А. Дж. Балабан, його брат Барні Балабан і партнер Сем Кац. Поряд з іншими театрами B&K, з 1925 по 1945 рік Чиказький театр був домінуючим кінотеатром. Зараз компанія Madison Square Garden, Inc. володіє Чиказьким театром і керує ним як місцем сценічних вистав, магічних шоу, комедій, виступів, спортивних заходів та концертів популярної музики. Будівля була додана до Національного реєстру історичних місць 6 червня 1979 року, а 28 січня 1983 року була внесена до списку пам’яток Чикаго. Відмітна шатер Чиказького театру, «неофіційна емблема міста», часто з’являється в кіно, на телебаченні, у творах мистецтва та фотографії.

## Історія

### Урочисте відкриття і занепад
Ейб і Барні Балабан разом із Семом і Моррісом Кацами — засновниками мережі театрів Балабан і Катц — побудували Чиказький театр у 1921 році як один із великої мережі розкішних кінотеатрів. Театр стане флагманом для 28 театрів у місті та понад 100 інших театрів на Середньому Заході Сполучених Штатів, які B&K працював разом із мережею Paramount Publix. Корнеліус В. Рапп і Джордж Л. Рапп були головними архітекторами, а остаточна вартість будівництва склала 4 мільйони доларів (58 мільйонів доларів у доларах 2020 року). Брати Рапп також спроектували багато інших об’єктів B&K у Чикаго, включаючи Oriental та Uptown Theatres. Чиказький театр, якому передували нині зруйнований Чиказький театр Тіволі та Театр Капітолій у Нью-Йорку, був «...найбільшим, найдорожчим і найвеличнішим із збудованих на той момент кінопалацами супер-люкс», а отже, зараз найстарішим. зберігся грандіозний палац кіно. Чиказький театр був одним із перших театрів у країні, побудованих у стилі Раппа та фірмовому стилі французького відродження необарокко. Це найстаріший збережений приклад цього стилю в Чикаго. Оригінальне оздоблення інтер’єру аудиторії 1921 року включало чотирнадцять великих романтичних фресок на французьку тематику, що оточують авансцену, виконаного чиказьким художником Луїсом Греллем (1887–1960), що є спільною рисою, яку архітектори Рапп і Рапп включили у свої проекти кінопалацу. Коли він відкрився 26 жовтня 1921 року, театр на 3880 місць отримав назву «Театр чудес світу». Під час відкриття фільму First National Pictures «Знак на дверях» із Нормою Талмедж у головній ролі театр переповнився глядачами. Серед інших атракціонів — оркестр із 50 учасників, відомий органіст Джессі Кроуфорд у 26-ранговому театральному органі Wurlitzer — «О, так, це було могутньо», — згадував Орсон Уеллс: 151 — і живе сценічне шоу. Поет Карл Сендбург, доповідаючи для Chicago Tribune, писав, що кінна поліція потрібна для контролю натовпу. Стратегія кінотеатру, яка залучає відвідувачів фільмів розкішним середовищем і першокласним обслуговуванням (включаючи новаторське використання кондиціонерів), наслідувала по всій країні. Протягом перших 40 років роботи Чиказький театр представляв прем'єрні фільми та живі розваги. Протягом усього свого існування в театрі виступали багато кращих виконавців і зірок свого часу. Однією з найбільших його розіграшів був живий джаз, який Балабан і Кац пропагували ще у вересні 1922 року в рамках спеціальної події, яку вони назвали «Тиждень Синкопації». Це виявилося настільки успішним, що джазові колективи стали основою програм Чиказького театру протягом 1920-х і 1930-х років. Готуючись до Всесвітньої виставки 1933 року в Чикаго, Чиказький театр був відремонтований. Частина ремонту на Всесвітній виставці включала ще одне замовлення Balaban & Katz для Грелля, щоб перефарбувати чотирнадцять стінописів, закритих архітектурою. Цього разу Грелль обрав грецько-римських божеств як тему для великих фресок олійними фарбами на полотні, які сьогодні на відкритій виставці в залі театру. Будівля асоціюється з подіями популярної культури. Наприклад, Рональд Рейган оголосив про заручини з Джейн Вайман в театрі. Інша модернізація відбулася в 1950-х роках, коли керівництво припинило сценічні шоу. Театр у жовтні 1944 року з вивіскою, пофарбованою в синьо-сірий колір. Під час економічних і соціальних змін 1970-х років, бізнес у театрі сповільнився для власника Plitt Theatres, що вплинуло на поточну життєздатність. Чиказький театр був знову відкритий для виставок у 1983 році директором фестивалю Inc Production Лу Вольпано, який керував реабілітацією, щоб продемонструвати життєздатність театру за допомогою перших за сорок років вистав, які включали: Лайзу Міннеллі, гранд-балет з Олександром Годуновим, прихильників Вегасу Стіва. Лоуренс і Ейді Горме і Боб Хоуп, велика джаз Сара Вон і багато інших протягом двох зимових вихідних. «Коли я вперше оглянув місце розташування, на аркуші зображень були кульові діри, і вони показували «Вал», але це було настільки чудове, що я знав, що це буде хітом», — сказав продюсер Вольпано. У 1984 році Chicago Theatre Preservation Group придбала театр і прилеглу будівлю Page Brothers Building за 11,5 мільйонів доларів (28,6 мільйонів доларів сьогодні). Група намагалася зберегти це місце як кінотеатр, але не змогла залишитися життєздатною, і заклад закрився 19 вересня 1985 року. Останніми відомими фільмами, які показували в театрі в його оригінальному втіленні, були «Американський ніндзя» та «Вовчиця».